# Ingelsvatten
Ingelsvatten är en sjö i Kungälvs kommun i Bohuslän och ingår i Göta älvs huvudavrinningsområde. Sjön har en area på 0,0727 kvadratkilometer och ligger 102,5 meter över havet. Vid provfiske har abborre fångats i sjön.

## Delavrinningsområde
Ingelsvatten ingår i det delavrinningsområde (643361-127943) som SMHI kallar för Mynnar i Göta älvs vattendragsyta. Medelhöjden är 70 meter över havet och ytan är 5,52 kvadratkilometer. Räknas de 2 avrinningsområdena uppströms in blir den ackumulerade arean 20,15 kvadratkilometer. Solbergsån som avvattnar avrinningsområdet har biflödesordning 2, vilket innebär att vattnet flödar genom totalt 2 vattendrag innan det når havet efter 34 kilometer. Avrinningsområdet består mestadels av skog (71 procent), öppen mark (13 procent) och jordbruk (15 procent). Avrinningsområdet har 0,08 kvadratkilometer vattenytor vilket ger det en sjöprocent på 1,4 procent.